# Wybory do Parlamentu Europejskiego w Rumunii w 2014 roku
Wybory do Parlamentu Europejskiego VIII kadencji w Rumunii zostały przeprowadzone 25 maja 2014. Rumunii wybrali 32 eurodeputowanych. Frekwencja wyniosła 32,29%. W wyborach wystartowały łącznie 23 podmioty (partie, koalicje i kandydaci niezależni). Zwycięstwo odniósł obóz rządzących socjaldemokratów.

## Wyniki wyborów
| Lista wyborcza                                                                                | Głosy     | %     | Mandaty | Zmiana |
| --------------------------------------------------------------------------------------------- | --------- | ----- | ------- | ------ |
| Partia Socjaldemokratyczna + Partia Konserwatywna + Narodowy Związek na rzecz Rozwoju Rumunii | 2 093 234 | 37,60 | 16      | +5     |
| Partia Narodowo-Liberalna                                                                     | 835 531   | 15,00 | 6       | +1     |
| Partia Demokratyczno-Liberalna                                                                | 680 853   | 12,23 | 5       | –5     |
| Mircea Diaconu (kandydat niezależny)                                                          | 379 582   | 6,81  | 1       | +1     |
| Demokratyczny Związek Węgrów w Rumunii                                                        | 350 689   | 6,29  | 2       | –1     |
| Partia Ruchu Ludowego                                                                         | 345 973   | 6,21  | 2       | +2     |
| Partia Ludowa – Dan Diaconescu                                                                | 204 310   | 3,67  | 0       | –      |
| Partia Wielkiej Rumunii                                                                       | 150 484   | 2,70  | 0       | –3     |
| Siła Obywatelska                                                                              | 145 181   | 2,60  | 0       | –      |
| Ekologiczna Partia Rumunii                                                                    | 64 232    | 1,15  | 0       | –      |
| Razem                                                                                         | 5 911 794 | 100   | 32      | –1     |